# ウィリアム・ストラット (画家)
ウィリアム・ストラット（William Strutt RBA, FZS、1825年7月3日 - 1915年1月3日）はイギリスの画家である。1850年から1862年までビクトリア植民地（オーストラリア）に滞在し、後にその経験をもとに、絵画を残した。

## 略歴
イングランド南西部のデヴォン州のTeignmouthに生まれた。芸術家の家系で祖父のジョゼフ・ストラットは当時よく知られた作家、版画家で、父親のウィリアム・トーマス・ストラットも工芸家(miniature painter)であった。パリやイギリスの美術学校で歴史画などを学んだ。健康上の問題もあって、1850年7月にオーストラリアに渡った。オーストラリアで結婚した。
メルボルンで、絵入り雑誌、"Australian Magazine" の挿絵を描く仕事をしたが、すぐにこの雑誌は廃刊になり、1850年代にオーストラリアのゴールドラッシュが引き起こされたバララットの町にストラットは1952年に移ったが成功せず、1853年にメルボルンに戻った。最終的に1862年にオーストラリアを離れた。
イギリスに帰国後、オーストラリアで見聞した事件を題材にして絵画を描いた。描いた題材は、数10kmを焼き尽くし、100万頭の羊や牛が死んだ1851年2月の大火災、「ブラック・サーズデー」や、オーストラリア大陸縦断を目指して、1860年から1861年にかけて行われたバーク・ウィルズ探検隊の隊員、バークの埋葬を描いたものや、マオリの反乱による「タラナキの戦い」などを題材に描いた。

## 作品

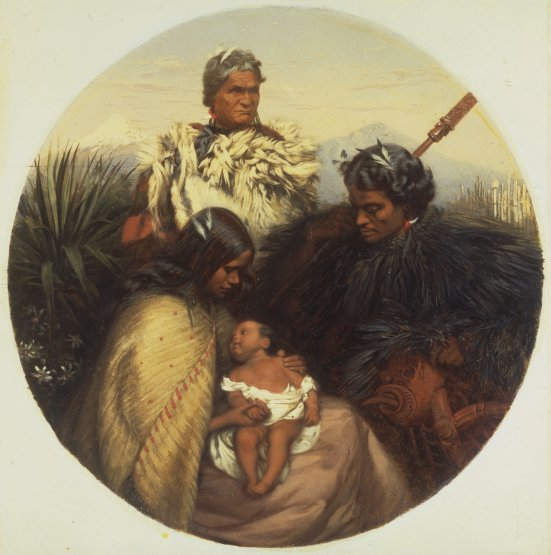
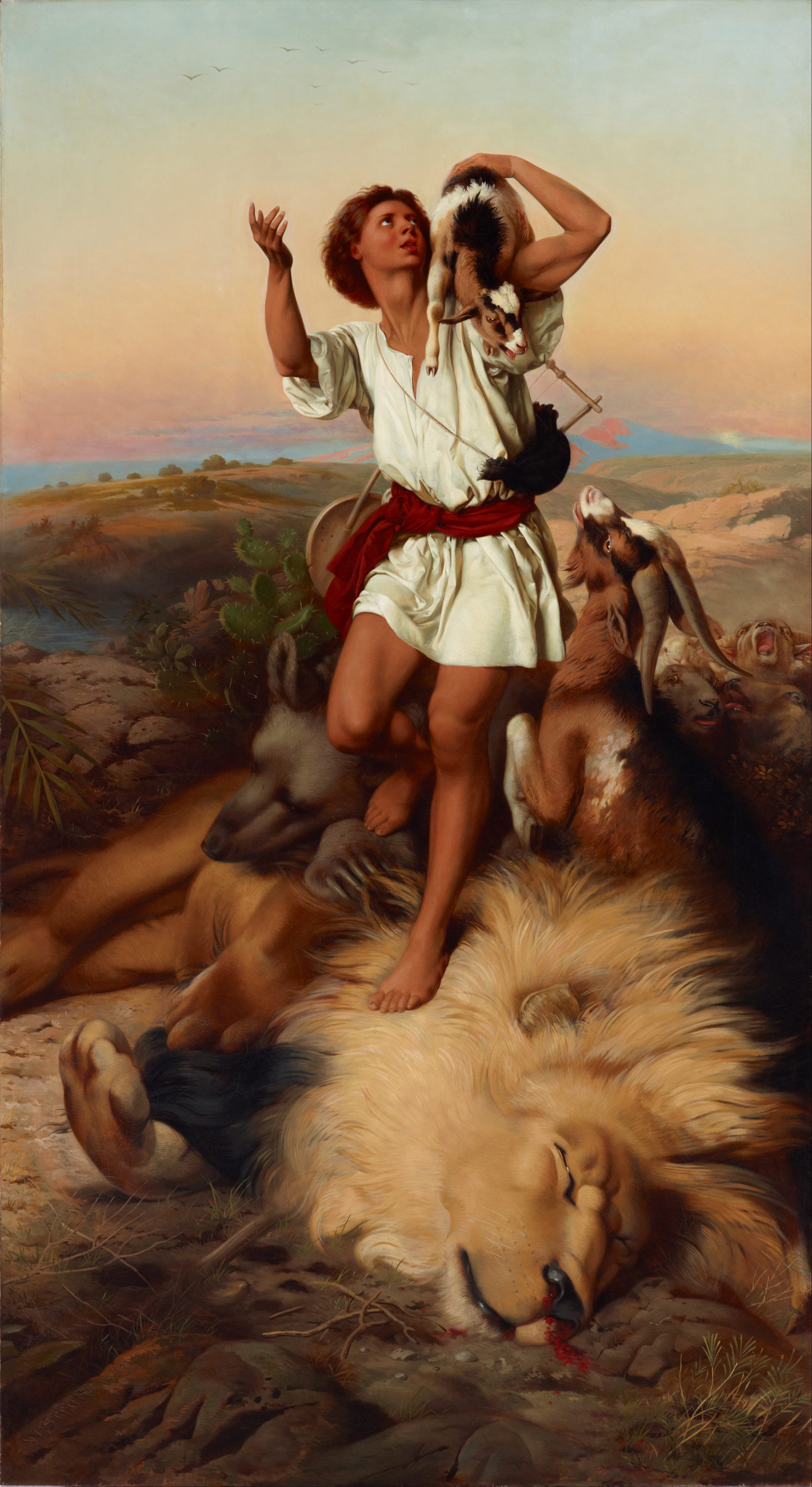
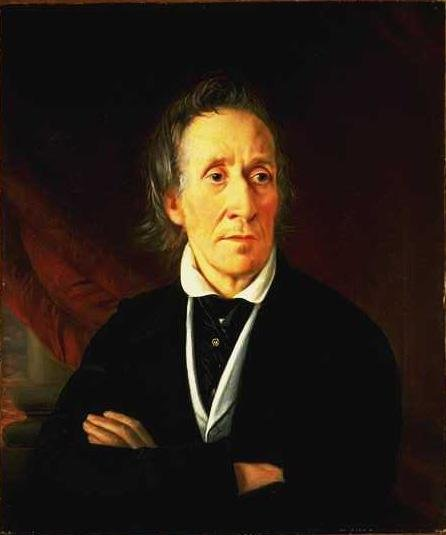
ジョン・パスコ・フォークナー メルボルンの入植者
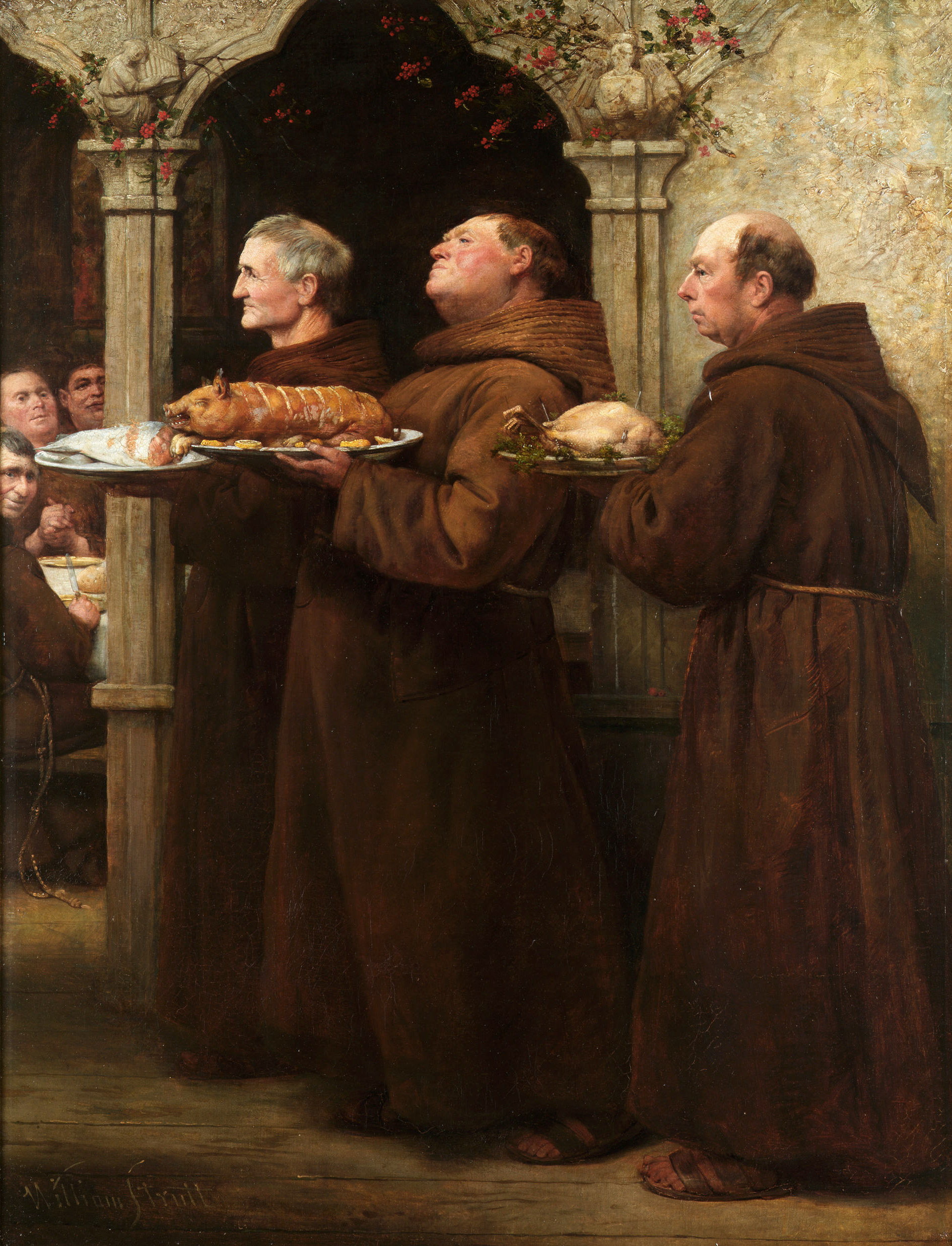
修道院長の饗宴